# Superkubok Rossii 2017
La Supercoppa di Russia 2017 (ufficialmente in russo Суперкубок России 2017?, Superkubok Rossii 2017) è stata la quindicesima edizione della Supercoppa di Russia.
Si è svolta il 14 luglio 2017 allo Stadio Lokomotiv di Mosca tra lo Spartak Mosca, vincitore della Prem'er-Liga 2016-2017 ed il Lokomotiv Mosca, vincitore della Coppa di Russia 2016-2017.
Lo Spartak Mosca ha conquistato per la prima volta nella sua storia il trofeo.

## Tabellino
| Arbitro: | Vladislav Bezborodov (San Pietroburgo) |

|                               |           |                       |
| Luiz Adriano 101’ Promes 113’ | Marcatori | 116’ Manuel Fernandes |